# Merita Berntsen
Merita Helena Sofia Berntsen (Naustdal, 24 februari 1969) is een voormalig volleyballer en beachvolleyballer uit Noorwegen. Ze nam in die laatste discipline eenmaal deel aan de Olympische Spelen.

## Carrière
Berntsen begon in de jaren 1980 met volleybal. Ze maakte op 16-jarige leeftijd haar debuut voor de Noorse volleybalploeg en kwam in totaal 64 keer uit voor het nationale team. Daarnaast heeft ze voor meerdere Noorse clubs gespeeld en kwam ze één jaar uit voor het universiteitsteam van UC Santa Barbara.
Met Ragni Hestad was ze van 1995 tot en met 1996 verder actief als professioneel beachvolleyballer. Het duo debuteerde in Clearwater in de FIVB World Tour en speelde in het seizoen 1995/96 vervolgens nog acht wedstrijden op mondiaal niveau met een zevende plaats in Bali als beste resultaat. Bovendien wonnen ze in 1995 de zilveren medaille bij Europese kampioenschappen in Saint-Quay-Portrieux achter de Duitse Beate Paetow en Cordula Borger. Het seizoen daarop namen ze deel aan vijf reguliere toernooien in de World Tour, waarbij ze twee zevende (Espinho en Oostende) en een negende plaats (Recife) behaalden. Daarnaast namen ze in Atlanta aan het eerste olympische beachvolleybaltoernooi. Berntsen en Hestad verloren in de tweede ronde van het Amerikaanse duo Barbra Fontana en Linda Hanley waarna ze in de herkansing werden uitgeschakeld door Beate Bühler en Danja Müsch uit Duitsland en de Spelen als negende afsloten.

## Palmares
Kampioenschappen beachvolleybal
- 1995:  EK
- 1996: 9e OS

## Persoonlijk
Berntsen is getrouwd met volleybalspeler en -trainer Kåre Mol. Ze hebben vijf kinderen die ook in het volleybal en beachvolleybal actief zijn, waaronder olympisch kampioen Anders Mol.